# Bastian Dankert
Bastian Dankert (Schwerin, 9 juni 1980) is een Duits voetbalscheidsrechter. Hij is in dienst van FIFA en UEFA sinds 2014. Ook leidt hij sinds 2012 wedstrijden in de Bundesliga.
Op 22 september 2012 leidde Dankert zijn eerste wedstrijd in de Duitse nationale competitie. Tijdens het duel tussen Fortuna Düsseldorf en SC Freiburg (0–0 gelijkspel) trok de leidsman viermaal de gele kaart. In Europees verband debuteerde hij op 24 juli 2014 tijdens een wedstrijd tussen FK Jagodina en CFR Cluj in de tweede voorronde van de UEFA Europa League; het eindigde in 0–1 en Dankert trok viermaal een gele kaart. Zijn eerste interland floot hij op 6 juni 2017, toen Israël met 1–1 gelijkspeelde tegen Moldavië door doelpunten van Radu Gînsari en Ben Sahar. Tijdens deze wedstrijd toonde Dankert aan de Israëliërs Eli Dasa en Eitan Tibi een gele kaart.
Dankert werd in 2018 opgenomen op de lijst van videoscheidsrechters voor het WK 2018 in Brazilië. Drie jaar later stond hij in diezelfde rol op de lijst van officials voor het uitgestelde EK 2020. In mei 2022 werd hij gekozen als een van de videoscheidsrechters die actief zouden zijn op het WK 2022 in Qatar. In april 2024 werd hij ook in deze rol gekozen voor het EK 2024 in Duitsland.

## Interlands
| Datum            | Plaats                         | Wedstrijd                | Uitslag | Competitie             | Kreeg geel | Kreeg voor de tweede keer geel en dus rood | Weggestuurd |
| ---------------- | ------------------------------ | ------------------------ | ------- | ---------------------- | ---------- | ------------------------------------------ | ----------- |
| 6 juni 2017      | Netanja, Israël                | Israël – Moldavië        | 1 – 1   | Vriendschappelijk      | 2          | 0                                          | 0           |
| 9 november 2019  | Tasjkent, Oezbekistan          | Oezbekistan – Kazachstan | 3 – 1   | Vriendschappelijk      | 1          | 0                                          | 0           |
| 18 november 2024 | Santa Cruz de Tenerife, Spanje | Spanje – Zwitserland     | 3 – 2   | Nations League 2024/25 | 3          | 0                                          | 0           |

Laatst bijgewerkt op 19 november 2024.